# Édeságtelep
Édeságtelek (románul: Șincai-Fânațe) falu Maros megyében, Erdélyben. Közigazgatásilag Mezősámsond községhez tartozik.

## Fekvése
A Mezőség délkeleti részén fekszik, Mezősámsondtól 2 km-re nyugatra.